# Deshengmen

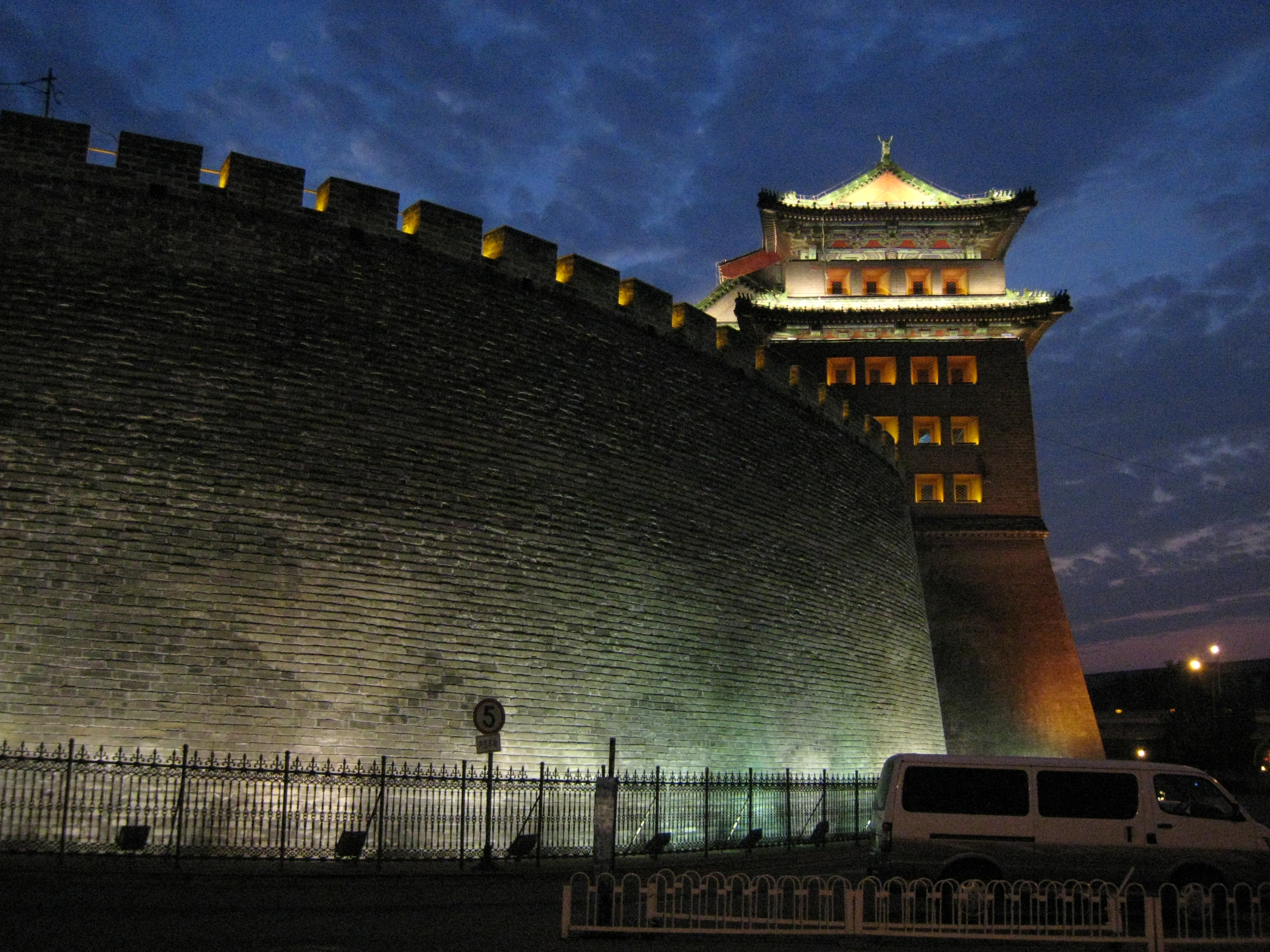
Piltornet vid Deshengmen med anslutande mur.

Deshengmen (德胜门; 德勝門; Déshèngmén) eller Deshengporten ('Moraliska segerns port') är en stadsport i Peking i Kina som uppfördes under Mingdynastin. Deshengmen finns i Xichengdistriktet längs norra Andra ringvägen precis norr om sjöarna Xihai och Houhai 5 km nordväst om Himmelska fridens torg.
Efter att Mingdynastin tagit makten över Kina 1368 lät kejsar Hongwu 1371 flytta Khanbaliks norra stadsmur ca 3 km söderut för att koncentrera försvarsresurserna i den nu mindre befolkade staden. Den nya norra stadsmuren, med portarna Andingmen och Deshengmen uppfördes i höjd med dagens norra andra ringväg.
Deshengmens befästa piltorn uppfördes 1439 under kejsar Zhengtong. En storskalig renovering gjordes 1592 under kejsar Wanli. Deshengmen förstördes av en jordbävning 1679 med renoverades. Huvuddelen av porten revs 1969 men det förskansade piltornet lämnades orört. Piltornet förstördes av jordbävningen i Tangshan 1976, och dagens utförande av Deshengmen är från renoveringen 1980.
På en stenpelare på Deshengmen finns en dikt skriven av kejsar Qianlong (r. 1735–1796).
I dag är Deshengmen ett viktigt transportnav för busstrafik, och härifrån utgår bussar mot t ex kinesiska muren.
| Pekings tunnelbana |         |                    |
|                    | Linje 2 | Jishuitan (积水潭) |